# Feins
Feins (bret. Finioù) – miejscowość i gmina we Francji, w regionie Bretania, w departamencie Ille-et-Vilaine.
Według danych na rok 1990 gminę zamieszkiwało 658 osób, a gęstość zaludnienia wynosiła 32 osoby/km² (wśród 1269 gmin Bretanii Feins plasuje się na 742. miejscu pod względem liczby ludności, natomiast pod względem powierzchni na 482. miejscu).